# Spinibarbus
Spinibarbus es un género de peces de la familia Cyprinidae y de la orden de los Cypriniformes. Fue encontrado en el Sudoeste Asiático.

## Especies
- Spinibarbus babeensis V. H. Nguyễn, 2001
- Spinibarbus caldwelli
- Spinibarbus denticulatus (Ōshima, 1926)
- Spinibarbus hollandi Ōshima, 1919
- Spinibarbus maensis H. D. Nguyễn, Q. N. Dương & Đ. H. Trần, 2007
- Spinibarbus nammauensis V. H. Nguyễn & Nguyen, 2001
- Spinibarbus ovalius V. H. Nguyễn & S. V. Ngô, 2001
- Spinibarbus sinensis (Bleeker, 1871)

- Datos: Q1647777
- Especies: Spinibarbus